# Guo Youzhi
Guo Youzhi est un haut ministre des Shu. 
Lorsque Zhuge Liang présenta sa requête pour livrer la guerre aux Wei à l’Empereur Liu Shan, Guo Youzhi fut décrit comme un homme solide, fiable, honnête et d’une extrême loyauté. Ayant comme homologues Dong Yun et Fei Yi, il fut Conseiller Privé avec autorité sur les affaires du Palais, et fut dans l’entourage immédiat de Liu Shan lorsque Zhuge Liang partit en guerre. 